# Svartevattnet (Hålanda socken, Västergötland)
Svartevattnet är en sjö i Ale kommun i Västergötland och ingår i Göta älvs huvudavrinningsområde. Sjön ligger i Verleskogens naturreservat (Verle gammelskog) i vildmarksområdet Risveden och avvattnas av Sörån (Slereboån) som rinner ut i Grönån strax väster om Blinneberg, Slittorp och Färdsle i Skepplanda socken.